# Els Aarne
Els Aarne (ur. 30 marca 1917 w Makiejewce na Ukrainie, zm. 14 czerwca 1995 w Tallinnie) – estońska kompozytorka i pedagog.

## Życiorys
Ukończyła Konserwatorium w Tallinnie w trzech specjalnościach: pedagogika muzyczna w klasie Gustava Ernesaksa (1939), fortepian w klasie Theodora Lemby (1942) i kompozycja u Heino Ellera (1946).
Pracowała jako pedagog, ucząc gry fortepianowej i teorii muzyki w tallińskiej szkole muzycznej, Tallińskim Seminarium Nauczycielskim (1939–1945) i w Tallińskim Konserwatorium (1944–1974).
Komponowała koncerty (fortepianowy, kontrabasowy, 2 wiolonczelowe), utwory instrumentalne i kameralne (trio fortepianowe, sonaty na organy, 2 sonaty wiolonczelowe)  oraz utwory wokalno-instrumentalne (Aastaringid na mezzosopran i organy, Metsounad na sopran, spikera i orkiestrę kameralną). Pisała także podręczniki z zakresu teorii muzyki.